# Matelea chimboracensis
Matelea chimboracensis är en oleanderväxtart som beskrevs av G. Morillo. Matelea chimboracensis ingår i släktet Matelea och familjen oleanderväxter. Inga underarter finns listade i Catalogue of Life.